# Turínský královský papyrus

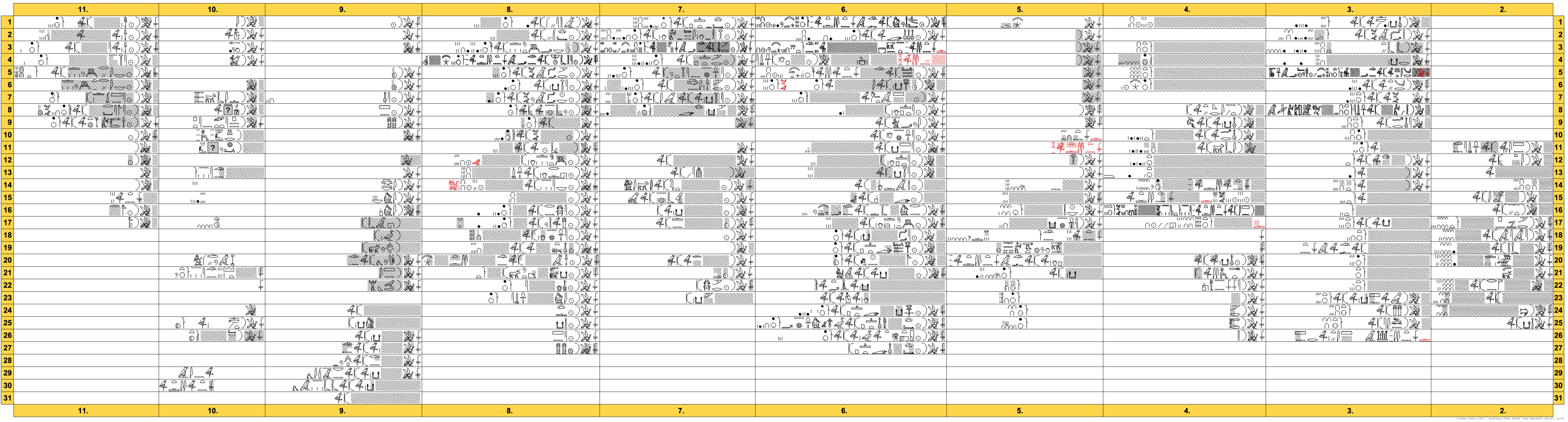
Kresba Turínského královského seznamu

Turínský královský papyrus je označení užívané v egyptologii pro staroegyptský papyrus obsahující nejúplnější a relativně nejpřesnější seznam panovníků. V oblasti starověkého Vesetu jej v roce 1820 získal francouzský konzul v Egyptě Bernardino Drovetti. V okamžiku svého nálezu byl papyrus ve velmi dobrém stavu, nicméně během přepravy do Evropy se rozpadl na malé fragmenty. Jeho původní podobu se přes veškerou snahu doposud nepodařilo rekonstruovat. Turínský královský papyrus je nazván podle italského města Turína, kde je uložen v muzeu. Představuje nejvýznamnější původní chronologický pramen pro staroegyptské dějiny.
Seznam je psán hieratickým písmem a vznikl v době vlády panovníka Ramesse II. pravděpodobně podle mennoferské tradice. Původně obsahoval kolem 300 královských jmen. Výčet začíná vládou bohů a tzv. následníků Horových, dále udává počet dnů, měsíců a let panování jednotlivých králů od 1. dynastie až po konec 17. dynastie, tedy k počátku Nové říše. Neobsahuje však žádné další analistické údaje, přestože původní zdroj, podle něhož byl seznam vytvořen, patrně obsahoval ještě údaj o délce života jednotlivých králů. Je patrné členění vlád na delší úseky prostřednictvím součtů let určité skupiny panovníků, čímž předznamenává daleko pozdější Manehtovo členění do dynastií.
Turínský královský papyrus pravděpodobně jako jediný ze známých královských seznamů neměl primárně kultovní význam, ale byl vytvořen jako chronologická příručka.

## Další královské seznamy
- Abydoský královský seznam
- Karnacký královský seznam
- Palermská deska
- Sakkárský královský seznam